# Rodney Redes
Rodney Iván Redes Cáceres (ur. 22 lutego 2000 w La Colmena) – paragwajski piłkarz występujący na pozycji skrzydłowego, od 2024 roku zawodnik Olimpii.